# GR-1 (míssil)
O GR-1 (GRAU: 8K713), (em inglês: Global rocket), (código OTAN: SS-X-10 Scrag), foi um projeto de míssil, do tipo FOBS, de três estágios, apresentado por Sergei Koroliov, no período da guerra fria. Foram construídos apenas dois exemplares, que foram usados em desfiles militares, mas não foi operacionalizado. As idas e vindas desse projeto tiveram consequências no programa espacial soviético.